# 大阪南港野鳥園

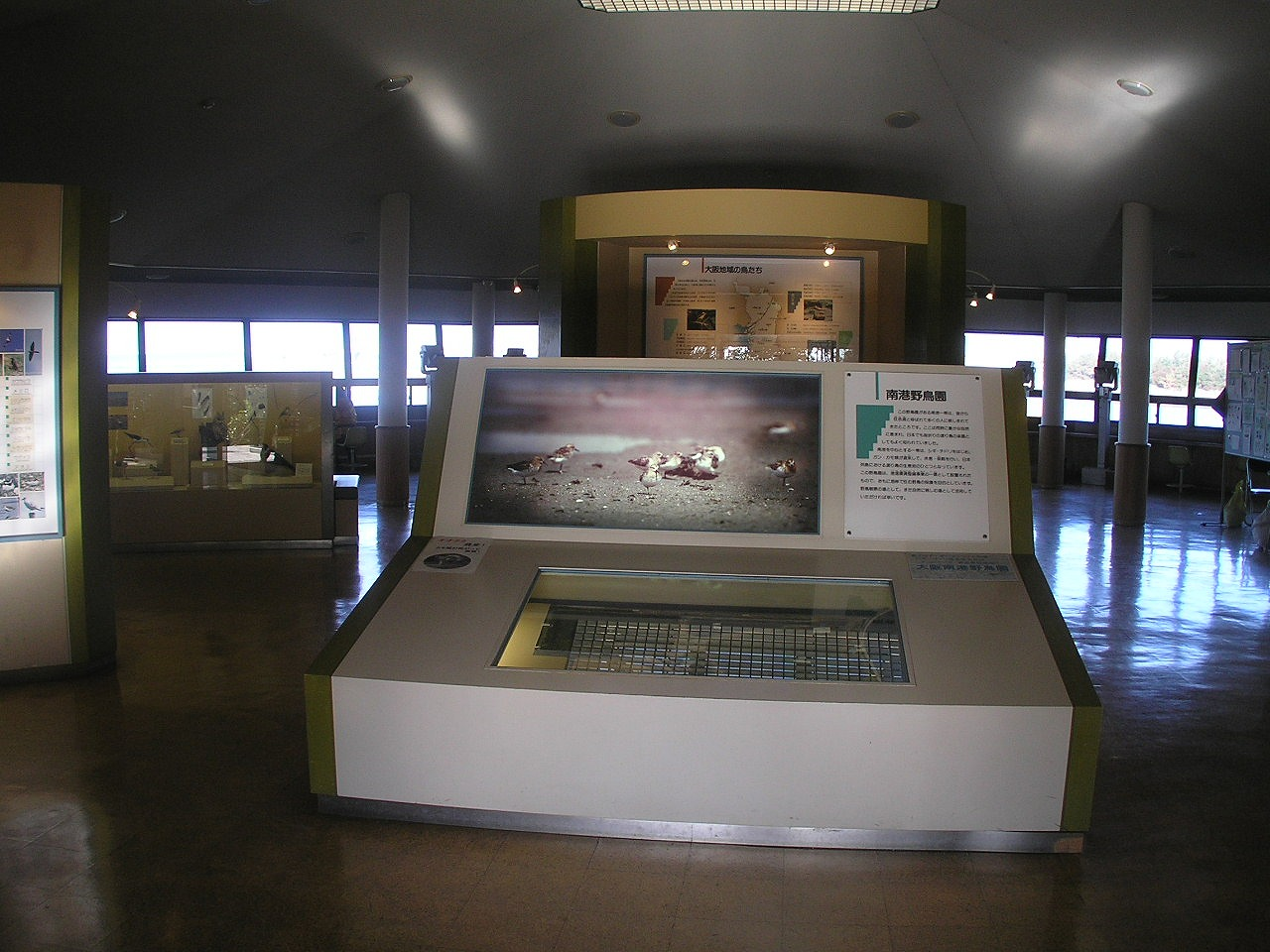
大阪南港野鳥園内部

大阪南港野鳥園（おおさかなんこうやちょうえん）は、大阪市住之江区にある野鳥園として整備された港湾緑地（港湾環境整備施設）である。大阪市港湾局が運営している。

## 概要
古より大阪南港周辺は住吉浦という自然豊かな地であったが、現在は人工干潟として多くの渡り鳥の飛来地として屈指の存在となっている。1983年、地元住民（NGO「南港の野鳥を守る会」1969年1月発足）の熱望が実り、当時埋立造成中であった湿地帯を野鳥園として開設するに至った。そのまま造成が完了していれば、古来この周辺に渡来していたシギ・チドリ類の居場所が消滅するのは明らかだった。園内は12.8haの干潟と6.5haの緑地に分かれ、四季それぞれにさまざまな野鳥をはじめとする小動物などが多く観察でき、市民の野鳥観察会や学校の環境教育の場として利用されている。
特に鳥類ではオオタカ等の猛禽類や環境省のレッドデータブックで絶滅危惧種に指定されているツクシガモなど貴重な種が飛来している。
2003年7月21日には、マレーシアのクアラルンプールで開催された国際会議「渡り性水鳥保全委員会」において、国際的な湿地保全制度であるシギ・チドリネットワークへの登録を正式に認められ渡り鳥（シギ・チドリ類）の中継地として重要な湿地であることが国際的に認められた。東アジア・オーストラリア地域では33番目、国内では6番目の登録地となる。
- 開園時間：9:00～17:00
- 休園日：水曜日、年末年始
- 主な施設：展望塔、会議室、研究室、図書室等
- 所在地：大阪市住之江区南港北3-5-30
- 入場料：無料

## 交通
- Osaka Metro南港ポートタウン線トレードセンター前駅下車徒歩15分